# Opova József
Opova József (Pécs, 1933. április 5. – 2003.) magyar labdarúgó, csatár.

## Pályafutása
1952-ig a Pécsújhegyi Bányászban szerepelt. 1952–1955 között a Salgótarjáni BTC labdarúgója volt. 1952. március 30-án mutatkozott be az élvonalban a Szombathelyi Lokomotív ellen, ahol csapata 3–1-es vereséget szenvedett. 1956–1963 között a Pécsi Dózsa játékosa volt. Az élvonalban 167 bajnoki mérkőzésen 65 gólt szerzett.

## Sikerei, díjai
- Magyar bajnokság
  - 6.: 1955